# Niu Fu
En aquest nom xinès, el cognom és Niu.
Niu Fu (mort el 192 EC) va ser un general servint sota el senyor de la guerra Dong Zhuo durant el període de la tardana Han Dynasty de la història xinesa.
Niu Fu va servir sota Dong Zhuo, que era també el seu sogre. Quan Dong Zhuo va cremar Luoyang to the ground i es va retirar a Chang'an, Niu Fu va ser enviat per defensar Anyi. Després que Dong Zhuo fou assassinat per Lü Bu, aquest últim va enviar Li Su per eliminar a Niu Fu. L'objectiu va repel·lir l'exèrcit de Li Su, conduint a l'execució de Li Su. El mateix Lü Bu va anar a aclaparar la força de Niu Fu. En la novel·la històrica el Romanç dels Tres Regnes de Luo Guanzhong, el seu exèrcit aviat va entrar en pànic i va prendre el pla del seu home de més confiança, Huchi'er, per furtar els fons de l'exèrcit enmig del caos. Va ser aviat assassinat pel seu soci en el crim, que es va quedar els diners per a si mateix.